# (37004) 2000 TN36
2000 TN36 (asteroide 37004) é um asteroide da cintura principal. Possui uma excentricidade de 0.08418040 e uma inclinação de 6.74753º.
Este asteroide foi descoberto no dia 6 de outubro de 2000 por LONEOS em Anderson Mesa.